# Виллеганьон (остров)
Виллеганьон (порт. Ilha de Villegagnon) — остров, расположенный возле устья залива Гуанабара и входящий в состав города Рио-де-Жанейро (Бразилия).

## История

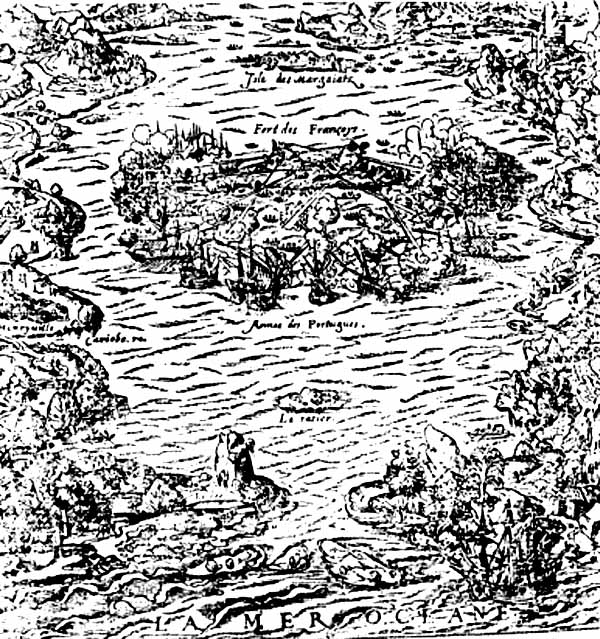
Нападение португальцев на остров Виллеганьон 15 марта 1560 года.

Остров Серигипе получил своё новое название в честь первого своего завоевателя французского адмирала Николя Дюрана де Вильганьона, чьи вооружённые отряды заняли остров в 1555 году. Он построил на острове Форт-Колиньи в рамках своих планов по основанию колонии Антарктическая Франция. 

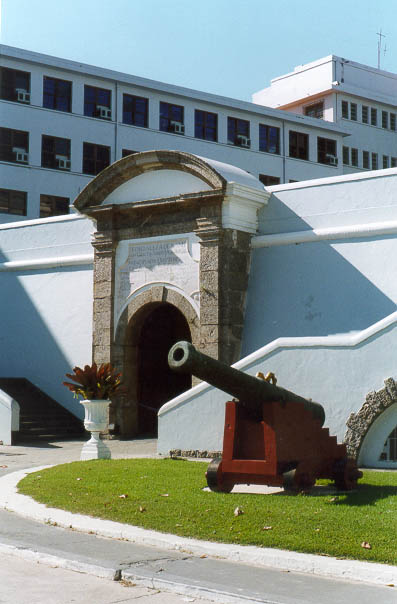
Вход в крепость старого Форта Колиньи на острове Виллеганьон.

15 марта 1560 года из капитании Сан-Висенте прибыли португальцы под командованием генерал-губернатора Мема ди Са, вскоре высадившиеся на острове. 2 дня спустя французы покинули форт, ища убежища у союзного им местного племени «тамоиос». Форт был разрушен и 17 марта 1560 была отслужена первая португальская месса на острове в честь победы.
Победа Мема ди Са стала возможна благодаря информации о форте, полученной от французских перебежчиков Жана де Коинтра и Жака Ле Баллё.
Новая крепость была основана португальцами в следующем столетии.
С 1938 года на острове расположено Бразильское военно-морское училище, находящееся под управлением Военно-морских сил Бразилии.